# Citrus tristeza virus
Il Citrus tristeza virus (CTV) è un virus appartenente al genere Closterovirus, che causa una patologia chiamata tristezza degli agrumi. La malattia si manifesta soprattutto su piante innestate su specie sensibili come l'arancio amaro. 

## Sintomatologia
Le piante attaccate manifestano riduzione di sviluppo, perdita delle foglie e disseccamento dei rami. Al di sotto della corteccia, il legno della pianta presenta delle scanalature longitudinali. Si può inoltre manifestare un ingrossamento del nesto rispetto al portinnesto. Alla fine la pianta attaccata muore. La malattia si diffonde per innesto o per mezzo di afidi, il più pericoloso dei quali è Toxoptera citricida. Tuttavia, le ricombinazioni del genoma del Citrus tristeza che avvengono solitamente nelle piante rendono il genoma di questo virus molto variabile. Di conseguenza, i sintomi della malattia della tristezza possono essere più o meno gravi a seconda della pianta colpita.

## Diffusione
Il Citrus tristeza virus è originario del sud-est asiatico, ma si è rapidamente diffuso in tutto il mondo, provocando acute epidemie in Florida, Argentina, Brasile e Venezuela. In totale, il virus della tristeza ha causato nel mondo la morte di circa 70 milioni di piante di agrumi, di cui 40 milioni solo a Cipro, Israele e Spagna, che sono i tre Stati del bacino del Mediterraneo più colpiti da questa malattia.
In Italia la tristeza è stata avvistata per la prima volta nel 1956, ma per alcuni decenni ha causato solamente pochi e isolati focolai, di dimensioni non estese. È solo negli ultimi anni che il virus ha conosciuto una notevole diffusione anche nella penisola italiana.
Il virus della tristeza si dimostra molto aggressivo nei confronti delle piante di arancio amaro, mentre sono molto meno colpite quelle di arancio trifogliato, limone rugoso, mandarino Cleopatra, pummelo e citrange. Dato che in Europa le piante di agrumi predominanti sono proprio quelle innestate sull'arancio amaro, in questo continente è forte la preoccupazione nei confronti di tale patologia, soprattutto in seguito ai nuovi avvistamenti di tristeza avvenuti nel 2010 e nel 2011 in Spagna.

## Lotta
La lotta contro la tristeza si effettua mediante l'uccisione delle piante infette, successivamente da bruciare, e l'uso per i nuovi impianti di materiale di propagazione sano e certificato. Non è possibile curare le piante infette perché non esistono prodotti specifici contro i virus che attaccano i vegetali. Al momento non esistono insetticidi validi nella lotta contro gli afidi vettori della tristeza.
Nell'Unione europea, le barriere fitosanitarie contro il virus della tristeza sono regolate dalla direttiva comunitaria 2000/29. In Italia, oltre al decreto legge 214/2005 che ha recepito tale direttiva, esiste un'ulteriore regolamentazione emessa nel 1996, che obbliga ad abbattere un intero agrumeto nel caso la presenza di tristeza sia visibile in più del 30% delle piante.
Tuttavia, è attualmente in fase di sperimentazione un sistema di caratterizzazione parziale del Citrus tristeza virus, sviluppato e curato dal presidente dell'Organizzazione internazionale dei virologi degli agrumi Antonino Catara. Tale metodo utilizza delle tecnologie di analisi e sequenziamento di ultima generazione, al fine di esaminare rapidamente i profili di alcuni genomi del virus e classificarli come pericolosi o innocui. La fase di esaminazione è attualmente in corso in Sicilia, grazie ai finanziamenti dell'Unione europea. Una volta terminata questa prima fase, il secondo passo consisterà nell'elaborazione dei dati tramite strumenti di bioinformatica, sperando così di riuscire a individuare dei corretti meccanismi di lotta contro la tristeza.